# Vjekoslav Fulgosi
Vjekoslav Fulgosi (Trogir, 14. ožujka 1877. − Zagreb, 1. ožujka 1942.), hrvatski športski dužnosnik (nogomet, biciklizam), financijski stručnjak, bivši Hajdukov predsjednik. Izvrsno se služio talijanskim i njemačkim. 

## Životopis
Rodio se je u Trogiru 1877. godine. U Splitu je završio Klasičnu gimnaziju. Studirao je u Grazu gdje je diplomirao financije. Spadao je među najbolje međuratne financijske stručnjake u Splitu. Nekoliko banaka držalo ga je za voditelja predstavništava po južnoj Hrvatskoj. Doškolovao se u Beču gdje je završio t.zv. eksport akademiju. Na doškolovanje ga je poslala Ljubljanska banka. Poslom je od 1928. u Šibeniku, a od 1936. u Zagrebu. 
Predsjedavao je Hajdukom od 14. studenoga 1921. do 29. rujna 1923. godine i od 29. studenoga 1924. do 19. listopada 1925. godine.